# Aawatif Hayar
Aawatif Hayar, también Aoatif Hayar es una profesora-investigadora y política marroquí, experta internacional en ciudades inteligentes y segunda rectora de una universidad en Marruecos Presidenta de la Universidad Hassan II de Casablanca. Desde octubre de 2021 es Ministra de Solidaridad, Integración Social y Familia en el gobierno de Aziz Ajanuch.

## Trayectoria
Doctora en procesamiento de señales y telecomunicaciones por el Instituto Politécnico Nacional de Toulouse, fue también la primera mujer marroquí en obtener el diploma de graduación en ingeniería eléctrica de la Escuela Normal Superior de Cachan en 1992. Es la segunda mujer en la historia de Marruecos en ser nombrada para el cargo de rectora de la universidad en 2019, después de Rahma Bourqia, quien fue nombrada directora de la Universidad de Mohammedia en 2002.
Es miembro senior del IEEE, presidenta del proyecto Casablanca IEEE Core Smart City, cofundadora de E-madina. Fue seleccionada en 2015 por la African Innovation Foundation como una de las 10 mujeres más innovadoras de África. Es la coordinadora del proyecto E-co Dat de Solar Decathlon Africa y actualmente lidera proyectos de I + D en el campo de las ciudades inteligentes con la ciudad de Casablanca, IRESEN, CNRST, Lydec, GIZ y la Fundación HBS.

## Publicaciones

### Obras
- Primary outage-based resource allocation strategies, chapitre in Cognitive Radio Systems, Intech, 10 novembre 2012, éd. Samuel Cheng, ISBN 978-953-307-643-0, Zayen, Bassem ; Hayar, Aawatif.[8]
- UMTS-TDD Chapter 4 in the book : Les systèmes radiomobiles reconfigurables (Traité IC2)- Guillaume Vivier (ed), Hermes, 2005 ISBN 2746211270, Bonnet, Christian;Callewaert, Hervé;Gauthier, Lionel;Knopp, Raymond;Mayani, Pascal; Hayar, Aawatif ;Nussbaum, Dominique; Wetterwald, Michelle.[9]

### Artículos
- « Machine learning to support smart city initiatives », Journal of Tianjin University Science and Technology, ISSN (ONLINE): 0493-2137, Vol : 54 Issue : 08:2021, A. Founoun ; M. Alaoui ; A. Hayar ; A. Haqiq[10]
- «Energy and congestion management algorithms of small cells in the cloud RAN (C-RAN)». Journal of Computing Science and Engineering 13 (1): 7. 2019.
- « Chaotic Compressive Spectrum Sensing Based on Chebyshev Map for Cognitive Radio Networks », mars 2021, Symmetry 13 (429)[11]
- « Features detection based blind handover using kullback leibler distance for 5G HetNets systems », IAES International Journal of Artificial Intelligence, vol. 9, No. 2, juin 2020, pp. 193∼202[12]